# 100934 Marthanussbaum
100934 Marthanussbaum è un asteroide della fascia principale. Scoperto nel 1998, presenta un'orbita caratterizzata da un semiasse maggiore pari a 2,3931380 UA e da un'eccentricità di 0,1681998, inclinata di 3,50774° rispetto all'eclittica.